# Idealisering
Idealisering är en metod som används framför allt inom naturvetenskaperna, och i viss mån inom samhälls- och beteendevetenskap. Man efterliknar verkligheten till ett ideal av denna, så att den lättare kan följa en modell på vilken en känd teori kan tillämpas. Detta innebär en ovetenskaplig förvrängning av empirin.

## Psykologisk betydelse
Teorin kan jämföras med vardagsspråkets idealisering, vilket syftar på en förskönande och samtidigt förenklande bild av ett fenomen. Begreppet omnämns ibland som romantisering, efter hur en romantisk kultursyn eller i romaner kan bidra till försköning eller skapandet av något mer fantasieggande. Detta är närmare kopplat till en psykologisk idealisering (en sorts försvarsmekanism) och strävandet efter en idealtyp.